# Waldemar Legień
Waldemar Legień (Bytom, 28 agosto 1963) è un ex judoka polacco.

## Palmarès
Olimpiadi
- 2 medaglie:
  - 2 ori (78 kg a Seul 1988, 86 kg a Barcellona 1992).

Mondiali
- 3 medaglie:
  - 3 bronzi (78 kg a Essen 1987, 78 kg a Belgrado 1989, 86 kg a Barcellona 1991).

Europei
- 3 medaglie:
  - 1 oro (86 kg a Francoforte 1990)
  - 1 argento (78 kg a Hamar 1985)
  - 1 bronzo (78 kg a Belgrado 1986).